# Birou (mobilier)

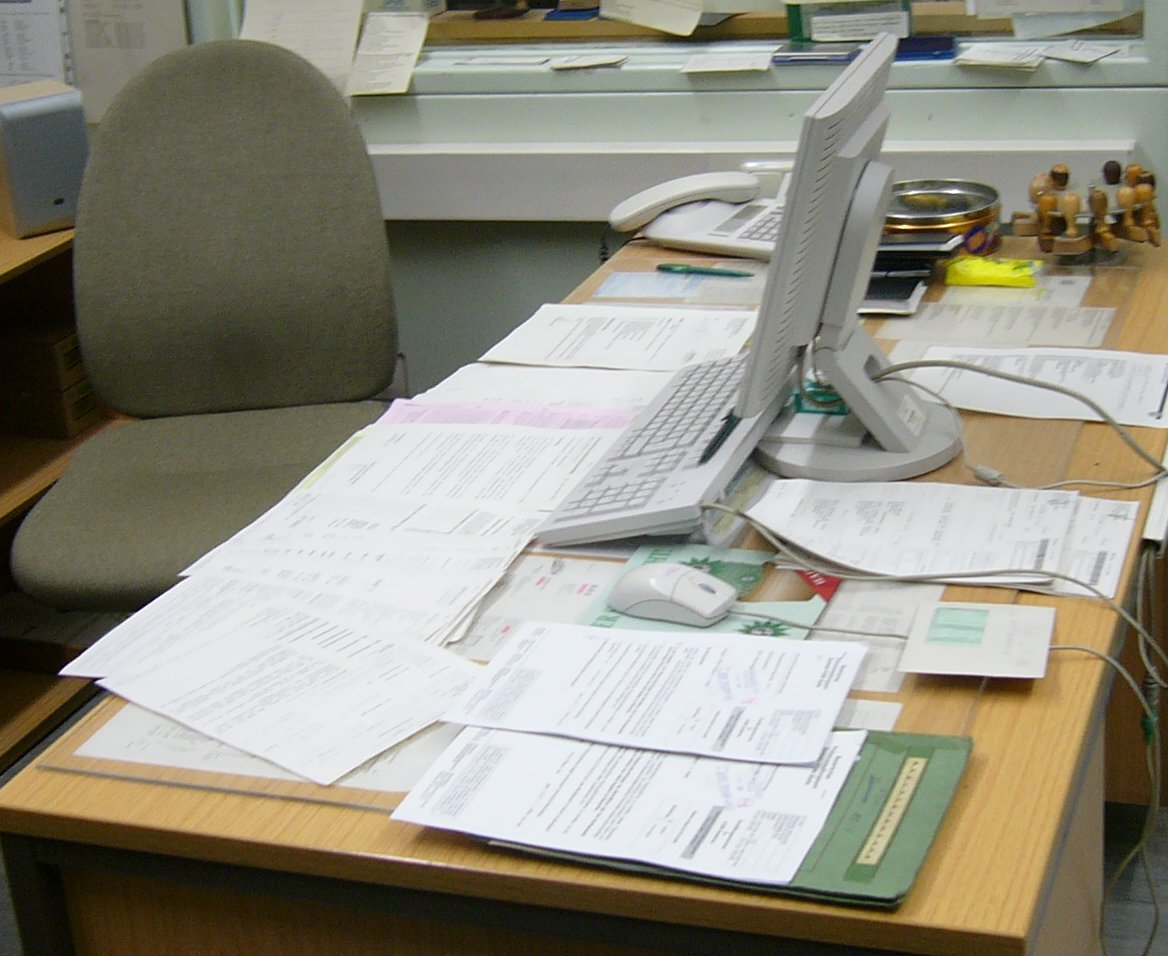
Un birou modern; pe el, printre altele, şi un computer de tip desktop.

Un birou este o piesă de mobilier având o formă și o funcție asemănătoare cu aceea a unei mese, dar fiind destinată în special muncii intelectuale.  Spre deosebire de majoritatea meselor, birourile sunt destinate de a fi folosite doar într-o singură parte, conținând adeseori unul sau mai multe sertare, sau chiar rafturi. 

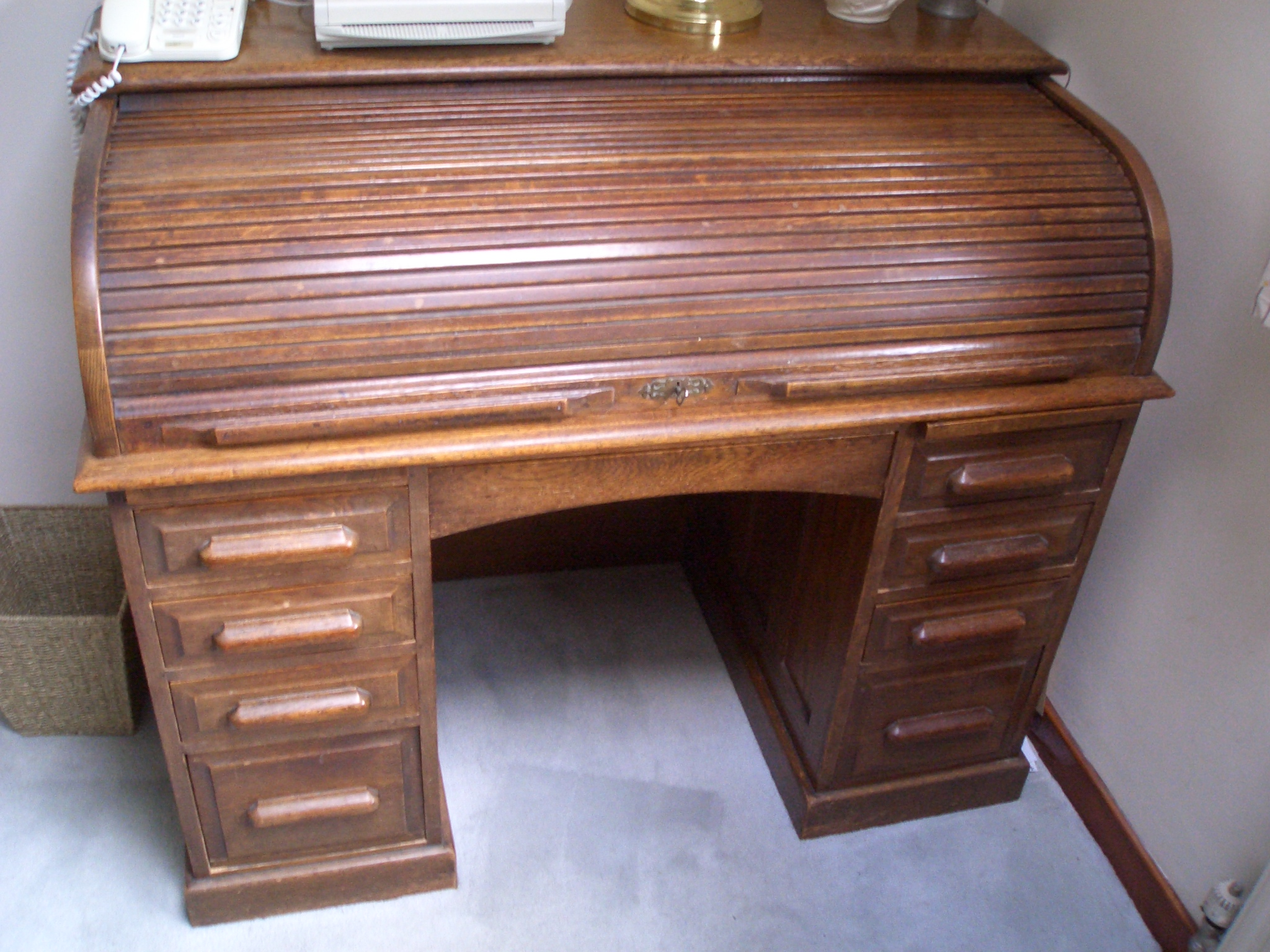
Un birou tipic având o parte protectivă.

Este utilizat adesea pentru un gen de activitate care presupune scris, citit, catalogarea hârtiilor, utilizând modalități dintre cele mai variate, de la "banalele" creioane și bucăți de hârtie până la dispozitive mult mai complicate, așa cum ar fi un calculator.  Biroul este o masă de lucru, folosit atât acasă cât și într-un oficiu. 
Spre deosebire de o masă obișnuită, care poate fi utilizată în orice parte a sa, în cazul biroului doar o parte a acestuia este potrivită pentru lucru.  Nu toate birourile au forme asemănătoare cu cele ale unei mese.  Spre exemplu, ceea ce se numește în engleză armoire desk este de fapt un dulap în care sunt "ascunse" toate elementele unui birou și care poate fi folosit prin deschiderea ușilor sale și plierea, respectiv replierea mesei de lucru. 